# Frecker Ridge
Frecker Ridge är en bergstopp i Antarktis. Den ligger i Östantarktis. Nya Zeeland gör anspråk på området. Toppen på Frecker Ridge är 1 219 meter över havet.
Terrängen runt Frecker Ridge är kuperad söderut, men norrut är den bergig.  Trakten är obefolkad. Det finns inga samhällen i närheten. 